# SS Jeddah
SS Jeddah – brytyjski parowiec, który w 1880 stał się bohaterem głośnego w swoich czasach wydarzenia, w czasie którego kapitan wraz z częścią załogi opuścili poważnie uszkodzoną jednostkę, zostawiając na pokładzie ładunek oraz niemal tysiąc pasażerów.

## Konstrukcja
SS „Jeddah” został zwodowany w lipcu 1872 w stoczni William Denny and Brothers w Dumbarton dla J. Guthrie (port macierzysty Glasgow). Był to parowiec o konstrukcji i z poszyciem żelaznym, o długości 85,34 m, szerokości 10,1 m i zanurzeniu 4,87 m, pojemności 1541 BRT i 993 NRT. Dwucylindrowa maszyna parowa podwójnego rozprężania o średnicy cylindrów 900 mm i skoku tłoka 1562mm, miała moc 200 KM i napędzała bezpośrednio śrubę; oprócz tego statek niósł ożaglowanie brygu.  Posiadał dwa pokłady z wyraźnie wznoszącym się spardekiem, podzielony był pięcioma grodziami wodoszczelnymi.

## Historia
Zbudowany dla J. Guthrie, SS „Jeddah” przeszedł następnie na własność Singapore Steamship Company, Ltd. Do niesławnego zdarzenia doszło podczas rejsu z Penangu do portu w Dżuddzie w sierpniu 1880 roku. Statek wyszedł 19 lipca z portu Penangu, mając na pokładzie, oprócz ok. 600 ton towaru (głównie cukru i drobnicy), 953 muzułmańskich pielgrzymów: mężczyzn, kobiet i dzieci udających się do Mekki, oraz 50 członków załogi. Jedynymi Europejczykami w załodze był kapitan Joseph Lucas Clark (któremu towarzyszyła żona) oraz trzej oficerowie.
Statek od początku podróży zmagał się z trudnymi warunkami atmosferycznymi, których przezwyciężenie dodatkowo utrudniało nadmierne przeładowanie towarem i pasażerami. Prawdopodobnie również niekompetencja pierwszego mechanika spowodowała, że 6 sierpnia doszło najpierw do awarii pierwszego, a później obu silników oraz całkowitego zalania kotłowni. Wybite z mocowań kotły uszkodziły kadłub, który zaczął przeciekać; sztorm zerwał stawiane żagle; zapasowy komplet udało się postawić, dopiero gdy wiatr nieco się uspokoił. Cały czas pompowano wodę używając pomp ręcznych, w czym pomagała część pasażerów.
7 sierpnia kapitan nakazał załodze przygotowanie do opuszczenia szalup ratunkowych. W nocy z 7 na 8 sierpnia jedną z nich sam, wśród ogólnego zamieszania, wraz z żoną i pierwszym oficerem, opuścił pokład. Następnego ranka ich szalupę dostrzeżono z parowca SS „Scindia”, który doprowadził domniemanych rozbitków do portu w Adenie. Tam kapitan zeznał, że statek, którym dowodził zatonął, a jego drugi oficer został zamordowany przez pasażerów. W rzeczywistości pielgrzymi pod kierownictwem części załogi, która pozostała na pokładzie, zdołali wypompować znaczną część wody z „Jeddah”. Płynąc pod żaglami, statek, który zdaniem kapitana i oficerów nie miał szans na przetrwanie, 8 sierpnia zbliżył się do lądu i został dostrzeżony z pokładu parowca SS „Antenor”. Statek zbliżał się do skalistego wybrzeża, a pozostająca na pokładzie załoga nie potrafiła nim sterować, przez co był w bardzo poważnym niebezpieczeństwie. Dowódca „Antenora” zdecydował o wzięciu uszkodzonej jednostki na hol, a na jej pokład wysłał pierwszego oficera, który przejął ster i zorganizował pompowanie wody z kadłuba. 11 sierpnia 1880 roku, dzień po swoim kapitanie, SS „Jeddah” przybył do tego samego portu w Adenie wraz z pasażerami, prowadzony przez pierwszego oficera SS „Antenor”.
Zdarzenie odbiło się głośnym echem w ówczesnym środowisku marynarzy i nie tylko. Sprawa trafiła na pierwsze strony brytyjskich gazet, które dzień po dniu doniosły wpierw o zatonięciu, a następnie o odnalezieniu parowca. Sam kapitan tłumaczył później w czasie procesu sądowego, że został zmuszony opuścić pokład w obawie o bezpieczeństwo swoje i swojej żony, które, jego zdaniem, było zagrożone przez zbuntowanych pasażerów statku. Ostatecznie kapitan Clark został przez sąd zawieszony w prawach pełnienia funkcji kapitana statków na okres trzech lat.
W późniejszych latach statek zmienił nazwę na SS „Diamond” (1886-1895); przeszedłszy pod banderę japońską, jako „Shoho Maru” zatonął w 1896 roku

## Odniesienia w literaturze
Joseph Conrad, zainspirowany wydarzeniami na SS „Jeddah”, uczynił z nich wątek przewodni jednej ze swoich najbardziej znanych powieści, Lord Jim.